# 摘発
| ウィキペディアには「摘発」という見出しの百科事典記事はありません（タイトルに「摘発」を含むページの一覧/「摘発」で始まるページの一覧）。 代わりにウィクショナリーのページ「摘発」が役に立つかもしれません。 |